# Новозеландська армія
Новозеландська армія або Сухопутні війська Нової Зеландії (англ. New Zealand Army та маор. Ngāti Tūmatauenga, «Плем'я бога війни») — сухопутні війська, наземний компонент та найбільший вид Збройних сил Нової Зеландії, який разом з Королівськими новозеландським військово-морським флотом та Повітряними силами складають Сили оборони Нової Зеландії.
Новозеландська армія брала участь в основних конфліктах XX століття: Друга англо-бурська (1899–1902), Перша світова (1914–18), Друга світова (1939–45), Корейська (1950–53), Малайська (1950–60), Індонезійсько-малайзійській конфронтації (1962–66), В'єтнамській (1962–73), у війні в Перській затоці та у XXI столітті в Афганістані (2001—2014) та Іраку у 2003—2011. З 1970-х років новозеландська армія, як правило, бере активну участь у складі різних миротворчих контингентів. З огляду на невеликий розмір цих сил, на них до цього часу лежить велика відповідальність за виконання оперативних завдань, починаючи з розгортання в Східному Тиморі в 1999 році та на Соломонових островах на рубежі століть.

## Озброєння та військова техніка
| Тип                                         | Країна-виробник                   | Призначення                                                     | Фото         | К-сть        | Прим. |              |
| Бронетехніка                                | Бронетехніка                      | Бронетехніка                                                    | Бронетехніка | Бронетехніка | Бронетехніка | Бронетехніка |
| ------------------------------------------- | --------------------------------- | --------------------------------------------------------------- | ------------ | ------------ | --- | ------------ |
| NZLAV IMV NZLAV LOB NZLAV-R                 | Канада                            | колісний 8×8/4 бронетранспортер Легкі машини розгородження БРЕМ |              | 95 7 3       | В 2003 змінили застарілі бронетранспортери M113. |              |
| Легкі оперативні машини                     |                                   |                                                                 |              |              | |              |
| Pinzgauer                                   | Австрія                           | колісний всюдихід                                               |              | 352          | 248 неброньовані, 60 броньовані, 122/23 командних та штабних варіантів, 68/37 для перевезення колективної зброї, 95 багатоцільові, 15 фургонів, 8 санітарних автомобілів, 13 машин для спецоперацій |              |
| Бойові машини забезпечення                  |                                   |                                                                 |              |              | |              |
| U1700 Unimog                                | Німеччина                         | вантажний автомобіль                                            |              |              | |              |
| Артилерія                                   |                                   |                                                                 |              |              | |              |
| L16A2                                       | Велика Британія                   | 81-мм міномет                                                   |              | 50           | |              |
| L119 Light Gun                              | Велика Британія                   | 105-мм гаубиця                                                  |              | 24           | |              |
| Протитанкові засоби                         |                                   |                                                                 |              |              | |              |
| M72 LAW                                     | США                               | Реактивна протитанкова граната                                  |              |              | |              |
| Carl Gustaf M3                              | Швеція                            | 84-мм ПТРК                                                      |              | 42           | |              |
| FGM-148 Javelin                             | США                               | ПТРК                                                            |              | 24           | 120 ракет |              |
| Mistral                                     | Франція                           | ПЗРК                                                            |              | 12           | |              |
| Колективна зброя                            |                                   |                                                                 |              |              | |              |
| Glock 17 Gen4                               | Австрія                           | 9-мм пістолет                                                   |              |              | 1 900 одиниць замовлено на заміну SIG P226 |              |
| SIG Sauer P226                              | Німеччина Швейцарія               | 9-мм пістолет                                                   |              |              | |              |
| Browning M2                                 | США Бельгія                       | 12,7-мм станковий кулемет                                       |              |              | |              |
| Heckler & Koch GMG                          | Німеччина                         | 40-мм автоматичний гранатомет                                   |              |              | |              |
| Стрілецька зброя                            |                                   |                                                                 |              |              | |              |
| L129A1                                      | США                               | 7,62-мм автоматична гвинтівка                                   |              |              | |              |
| 5,56-мм автоматична гвинтівка IW Steyr      | Австрія Австралія                 | 5,56 автоматична гвинтівка                                      |              |              | |              |
| C9 Minimi                                   | Бельгія                           | 5,56 кулемет                                                    |              |              | |              |
| MAG 58                                      | Бельгія                           | 7,62-мм єдиний кулемет                                          |              |              | |              |
| Accuracy International L96A1/Arctic Warfare | Велика Британія                   | снайперська гвинтівка                                           |              |              | На озброєнні під позначкою SR-98 |              |
| Accuracy International AW50F                | Велика Британія                   | 12,7-мм снайперська гвинтівка                                   |              |              | |              |
| Benelli M3                                  | Італія                            | рушниця 12 калібру                                              |              |              | |              |
| L1A1                                        | Велика Британія Бельгія Австралія | самозарядна гвинтівка                                           |              |              | На складах. |              |
| M203                                        | США                               | 40-мм підствольний гранатомет                                   |              |              | |              |

## Військові звання армії Нової Зеландії

### Генеральський та офіцерський склад
| Нова Зеландія |                           |                           |                           |                           | —     | —     |                                     |                            |                   |                   |                  |                  |                                |            |            |                |                |                     |                                   |                                   |                          |                          |                          |
| Нова Зеландія | Field Marshal1фельдмаршал | Field Marshal1фельдмаршал | Field Marshal1фельдмаршал | Field Marshal1фельдмаршал | немає | немає | Lieutenant-Generalгенерал-лейтенант | Major-Generalгенерал-майор | Brigadierбригадир | Brigadierбригадир | Colonelполковник | Colonelполковник | Lieutenant-Colonelпідполковник | Majorмайор | Majorмайор | Captainкапітан | Captainкапітан | Lieutenantлейтенант | Second Lieutenantдругий лейтенант | Second Lieutenantдругий лейтенант | Officer Cadet Cadetкадет | Officer Cadet Cadetкадет | Officer Cadet Cadetкадет |

### Сержантський та рядовий склад
| Нова Зеландія |                                              |                                              |                                              |                                              |                                              |                                              |                                              |                                              |                            |                            |                 |                 |                 |                 |                 |                 | немає | немає | немає | немає | немає | немає |                |                |                               |                               |                               |                               |                               |                               | немає | немає |                |                |                |                |                |                |
| Нова Зеландія | Warrant Officer Class 1ворент-офіцер 1 класу | Warrant Officer Class 1ворент-офіцер 1 класу | Warrant Officer Class 1ворент-офіцер 1 класу | Warrant Officer Class 1ворент-офіцер 1 класу | Warrant Officer Class 1ворент-офіцер 1 класу | Warrant Officer Class 1ворент-офіцер 1 класу | Warrant Officer Class 2ворент-офіцер 2 класу | Warrant Officer Class 2ворент-офіцер 2 класу | Staff Sergeantштаб-сержант | Staff Sergeantштаб-сержант | Sergeantсержант | Sergeantсержант | Sergeantсержант | Sergeantсержант | Sergeantсержант | Sergeantсержант | немає | немає | немає | немає | немає | немає | Corporalкапрал | Corporalкапрал | Lance Corporalмолодший капрал | Lance Corporalмолодший капрал | Lance Corporalмолодший капрал | Lance Corporalмолодший капрал | Lance Corporalмолодший капрал | Lance Corporalмолодший капрал | немає | немає | Privateрядовий | Privateрядовий | Privateрядовий | Privateрядовий | Privateрядовий | Privateрядовий |